# Rigsdalers-Sedlens Hændelser
Rigsdalers-Sedlens Hændelser var et dansk satirisk tidsskrift af Peter Andreas Heiberg, som udkom i perioden marts 1787 – slutningen af 1793.

## Indhold og baggrund
Bladet udkom anonymt, og var udformet som en slags fiktiv beretning om en rigsdalerseddels rejse mellem dens forskellige ejermænd. Heiberg skrev i indledningen af bladet at enhver ville kunne se at idéen er "laant fra den Engelske Chrystal, or Adventures of a Guinea", men i sin meget direkte kritik af forholdene i Danmark, og især i København, er også inspireret af det samtidige tidsskrift Skilderie af Kiøbenhavn, udgivet af Niels Ditlev Riegels..
Rammefortællingen om pengesedlen er således kun en undskyldning for at bedrive politisk kritik og moraliseren, og afstikkerne fra hovedhistorien er undertiden temmelig langtrukne, flere gange i form af selvstændige værker indstukne i fortællingen under let vage påskud som f.eks. Kjøbmands-Katekismus (et værk der er parafraseret over en i 1770 udkommet anonym pjece), eller komedien Virtousen no. 2.
Emnerne for kritik er mange, f.eks. tallotteriet, adelen og den tyske kultur i Danmark, købmandsetikken og smugling. I forbindelse med komedien Virtuosen no. 2., som var blevet trykt i nr. 11-13 i Rigsdalers-Sedlens Hændelser, forekom den udtalelse at man på Holmen i København huggede "gode Flag og Segl [sejl] i Stykker, naarsaamenstid de vil have dem indcasserede, for at de kan faa nye igen.". Denne anklage indbragte Heiberg for Hof- og Stadsretten, hvor han blev idømt en bøde på 200 rigsdaler.

## Udgaver
Tidsskriftet udkom hæftevis i perioden 1787-93, og blev af udgiveren samlet i et oplag på to bind (med hhv 1789 og 1793 på titelbladene). I 1833 udkom en piratudgave i serien "Gallerie for danske Classikere", udgivet af J.C. Lange, med undetitlen "P.A. Heibergs Udvalgte Skrifter I-II". P.A. Heibergs søn Johan Ludvig Heiberg protesterede over dette eftertryk, dvs udgivet uden forfatterens samtykke, i sit tidsskrift Kjøbenhavns flyvende Post (Interimsblad, nr. 28. og 29 oktober 1834). Desuden udkom tidsskriftet i P.A. Heibergs Udvalgte Skrifter fra 1884, redigeret af Otto Borchsenius og Fr. Winkel Horn. Denne udgave findes i digitaliseret form på Arkiv for Dansk Litteraturs hjemmeside.